# Ashéninka Pajonal jezik
Ashéninka Pajonal jezik (ISO 639-3: cjo; ashéninca, atsiri, “campa”, pajonal), jedan od nekoliko jezika Campa Indijanaca, aravačka porodica, kojim govori oko 12 000 ljudi (2002 SIL) na središnjem Gran Pajonalu u Peruu.  Unutar etničke grupe govore ga gotovo svi. 
Nekad se klasificirao podskupini campa, danas podskupina preandino koja obuhvaća jezike plemena Campa, Machiguenga, Nanti i Nomatsiguenga.

## Vanjske poveznice
- Ethnologue (14th)
- Ethnologue (15th)